# Tasiocera (Tasiocera) apheles
Tasiocera (Tasiocera) apheles is een tweevleugelige uit de familie steltmuggen (Limoniidae). De soort komt voor in het Australaziatisch gebied.